# Autonome Schule Zürich
Die Autonome Schule Zürich (ASZ) ist ein migrantisches Bildungsprojekt in Zürich. Kostenlose Deutschkurse machen einen grossen Teil der Schulaktivitäten aus. Daneben finden weitere Projekte statt, wie eine eigene Zeitung, Theaterstücke, Karikaturenkurse, Ausstellungen, Lesungen, Konzerte etc. Die ASZ existiert seit dem Jahr 2009 und wird von Einheimischen und Migranten gemeinsam organisiert. Die Autonome Schule ist unter dem Namen Bildung für Alle (BfA) als Verein registriert. Sie befindet sich momentan am Sihlquai 125.

## Ziele
Die ASZ sieht sich als emanzipatorisches Projekt. Darunter versteht sie die Entwicklung eines selbstständigen Handelns und Denkens. Den Begriff der Integration lehnt sie ab, da er für sie gleichbedeutend mit einer erzwungenen Anpassung an die Landeskultur ist. Ebenso steht sie dem Multikulturalismus kritisch gegenüber, weil sie darin Tendenzen zur Verdeckung gesellschaftlicher Machtverhältnisse und zur Exotisierung des Fremden sieht. Als Teil der Bleiberechtbewegung fordert sie die globale Bewegungsfreiheit für alle.
Didaktisch stellt sie sich in die Tradition der kritischen Pädagogik und nimmt Bezug auf Paulo Freire. Die Kurse sollen Lernprozesse für Kursteilnehmende und Moderierende gleichermassen sein, und gemeinsam soll nicht nur ein Fach gelernt werden, sondern «an einem kritischen Verständnis politischer, wirtschaftlicher und sozialer Verhältnisse gearbeitet werden». Dabei sollen Reflexion und Praxis miteinandergehen, denn das Ziel der ASZ ist es, die gesellschaftlichen Verhältnisse zu verändern.

## Aktivitäten
Im Dezember 2012 besuchten bis zu 200 Kursteilnehmende die Deutschkurse. Circa 40 Ehrenamtliche engagierten sich aktiv im Projekt. Die Kurse werden von Migranten mit unterschiedlichem Aufenthaltsstatus besucht, hauptsächlich aber von Asylsuchenden und Sans-Papiers. Die Autonome Schule ist damit eine der wenigen Bildungsmöglichkeiten, die Asylsuchenden, denen von ihrer Gemeinde kein Deutschkurs finanziert wird, und Sans-Papiers zugänglich ist. Alle Kurse an der Schule sind kostenlos. Es wird aber eine Mithilfe bei der Verwaltung des Projekts erwartet.
Neben den Deutschkursen finden auch Diskussionsveranstaltungen, Konzerte, handwerkliche Kurse oder Kurse in anderen Sprachen statt. Dies erlaubt Lehrer-Schüler-Rollentauschs. Bei der Theaterperformance WG Babylon arbeitete die ASZ mit der Zürcher Hochschule der Künste und dem Theaterhaus Gessnerallee zusammen.
Die ASZ nimmt regelmässig an Demonstrationen teil, beteiligt sich an politischen Bündnissen und organisiert selbst politische Aktionen, z. B. im November 2012 einen Protestmarsch zur Redaktion der Gratiszeitung Blick am Abend, nachdem diese fälschlicherweise getitelt hatte, dass 60 Prozent der Asylsuchenden HIV-positiv seien.

### Papierlose Zeitung
Die ASZ gibt ein- bis zweimal pro Jahr die Papierlose Zeitung heraus. Dabei sollen sich die Autoren mit ihren Kenntnissen zu Konfliktgebieten, kulturellen Hintergründen, Rechtschreibung, Grafik und Artikelgestaltung gegenseitig unterstützen. Ziel ist es, eine Gegenöffentlichkeit zur als rassistisch empfundenen Berichterstattung in den etablierten Medien zu schaffen und eine Publikation zu sein, wo Migranten für sich selbst sprechen können. Die Ausgabe 5 vom Februar 2013 erschien als Beilage zur Wochenzeitung.

## Geschichte

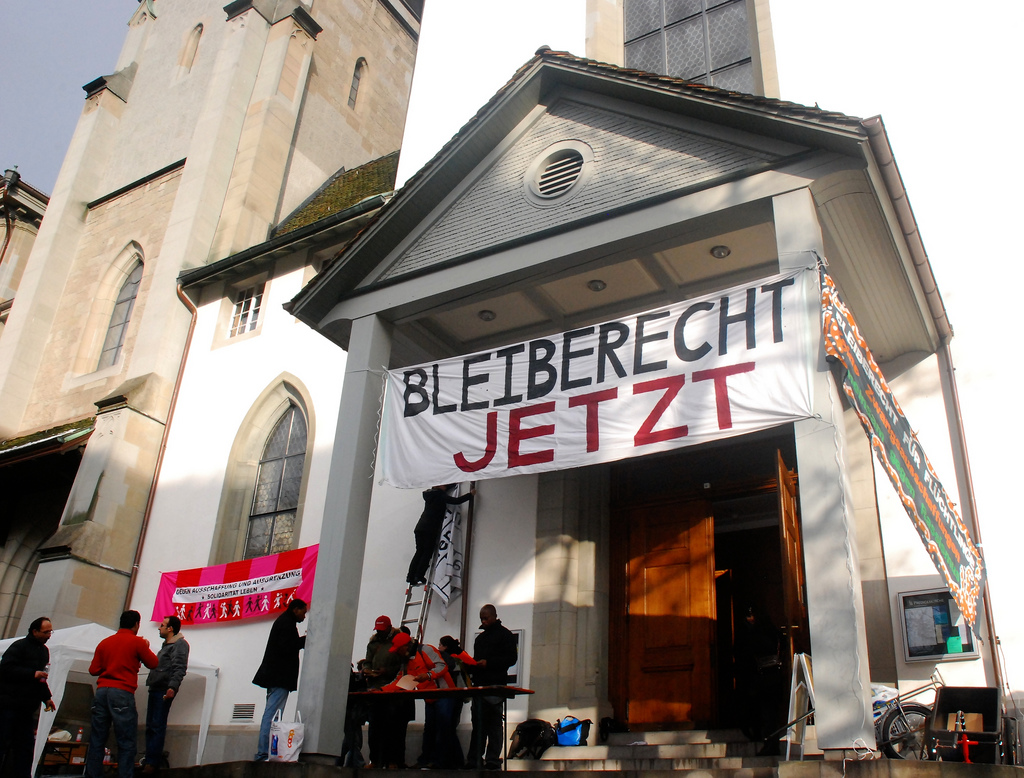
Besetzung der Predigerkirche im Zentrum Zürichs durch Sans-Papiers und Solidarische, Dezember 2008

Die Deutschkurse für sans Papiers sind aus der Besetzung der Predigerkirche durch das Bleiberecht-Kollektiv Zürich entstanden. Nach der fast dreiwöchigen Besetzung über den Jahreswechsel 2008/2009 äusserten gemäss Eigendarstellung der Schule einige Sans-Papiers den Wunsch, Deutsch zu lernen. Mittels eines Fragebogens wurden dann in einem ersten Schritt die Bedürfnisse der Teilnehmenden eruiert.
Seit der Gründung der Schule in einem besetzten Haus an der Manessestrasse musste die Schule in den ersten 14 Monaten ihres Bestehens neun Mal den Standort wechseln. Von April 2010 bis Mai 2013 war die Schule in einem Pavillon auf dem Areal des alten Güterbahnhofs untergebracht. Nach dem erzwungenen Umzug aufgrund des Baus des Polizei- und Justizzentrums Zürich auf dem Areal finden die Aktivitäten der ASZ (Bildung für Alle) an der Badenerstrasse 565 statt.

### «Wanderschule»

#### Februar bis Juni 2009: Die Anfänge
In den ersten Monaten fand das Projekt in kleinem Rahmen statt. Nach der Räumung der Besetzung Manesse zog die noch namenlose Gruppe weiter in den Infoladen Kasama und die Besetzung Kalkbreite. Es begann sich herauszustellen, dass für viele Sans-Papiers die Ticketkosten für Bus und Zug einen regelmässigen Schulbesuch fast unmöglich machten.

#### Sommer 2009: Gründung des VereinsBildung für Alleund Ausbau des Projekts
Als Reaktion auf die Ticketprobleme wurde der Verein Bildung für Alle gegründet, um legal Spenden sammeln zu können. Gleichzeitig wurde das Projekt auch breiter aufgegleist. Der Verein führte ab September seine Kurse in einem leerstehenden Schulpavillon in Zürich-Oerlikon durch, als Teil der Autonomen Schule Zürich. Dieses Projekt freier Bildung hatte dort eine Besetzergruppe initiiert, die sich «Familie Moos» nannte und mit der die Sans-Papiers und Aktivisten schon in der Besetzung Manesse zusammengelebt hatten.
Schlagzeilen machte die Aussage des kantonalen Justizdirektors Hans Hollenstein in einem Bericht der Sendung Schweiz aktuell des Schweizer Fernsehens, die Deutschkurse für Sans-Papiers zu dulden, obwohl das Gesetz die Erleichterung illegalen Aufenthalts unter Strafe stellt.

#### Januar 2010: Polizeiliche Räumung des Schulpavillons Allenmoos II
Völlig überraschend wurde am Morgen des 7. Januars 2010 der Schulpavillon der ASZ von einem polizeilichen Grossaufgebot geräumt. Die Polizei begründete ihre Aktion mit einer unvorsichtig verlegten Stromleitung, bei deren Inspektion ein Hausabwart einen Stromschlag erlitten hatte. Als Protest gegen die als unverhältnismässig empfundene Räumung besetzten Aktivisten noch am gleichen Abend kurzzeitig das städtische Schulhaus Wengi.
Nach der Räumung erfuhr die ASZ breite Solidarität aus der Bevölkerung und von verschiedenen Parteien und Institutionen. Pünktlich zum Schulstart im neuen Jahr konnten die Kurse im Provisorium des Theaterhauses Gessnerallee weitergehen. Bald folgte der Weiterzug in zwei weitere Besetzungen, wo das Projekt je einen Monat bleiben konnte, bis es im April noch einmal auf die Solidarität einer Zürcher Kulturinstitution angewiesen war: der Roten Fabrik.

### 2010–2013: Sesshaftigkeit beim Güterbahnhof

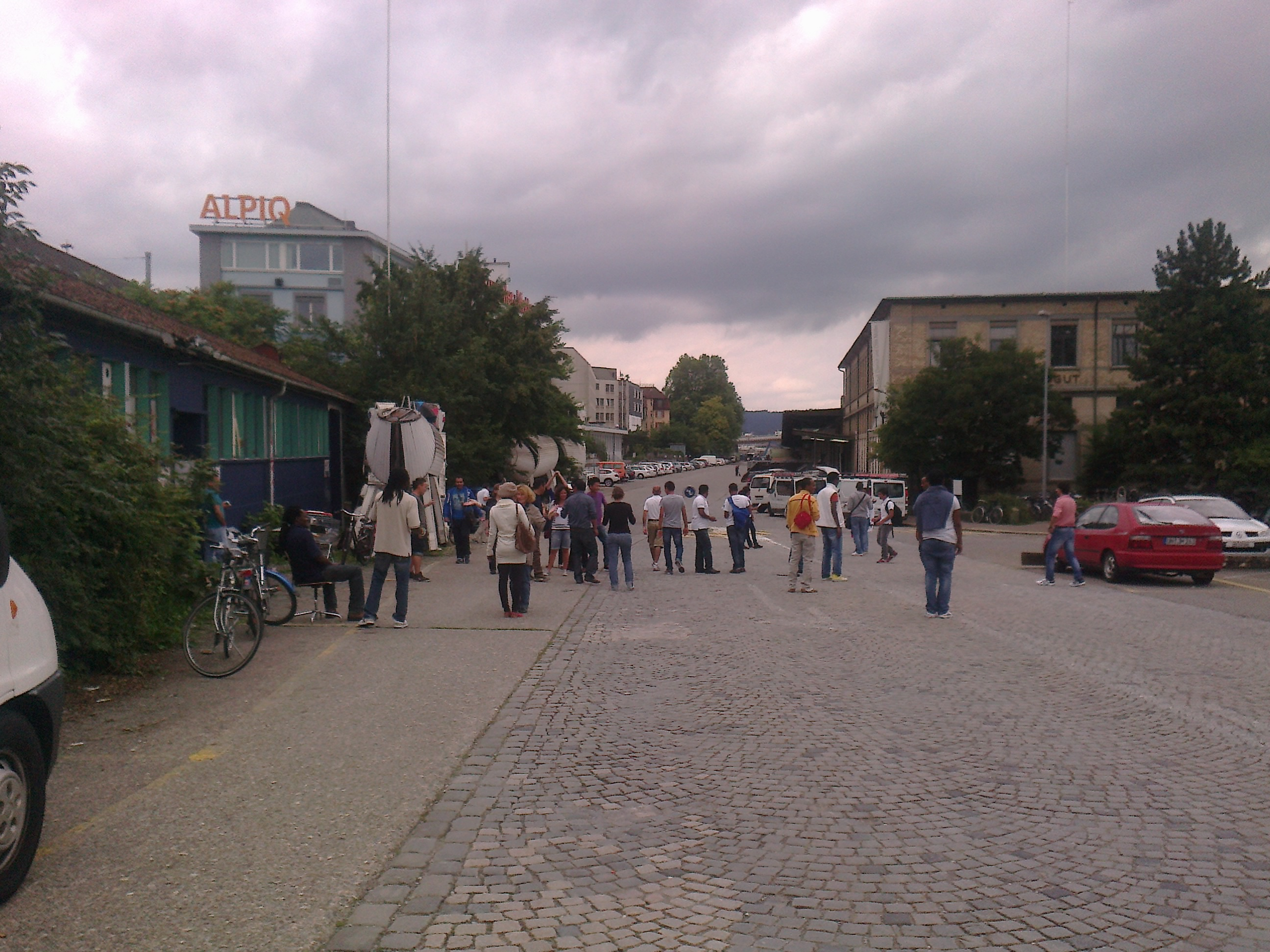
Die ASZ an ihrem Standort auf dem Güterbahnhofareal (Juli 2012)

Am 19. April 2010 besetzte eine Gruppe einen leerstehenden Teil eines Pavillons auf dem Areal des alten Güterbahnhofs und stellte die Räume der ASZ und dem Verein Bildung für Alle für deren Bildungsprojekt zur Verfügung. Es sollte der erste Ort werden, wo die ASZ über längere Zeit bleiben konnte. Die örtliche Stabilität führte zu einer weiteren Zunahme der Teilnehmendenzahlen. Seit das Projekt den Asylbehörden bekannt ist, schicken sie oft ihre Klienten zur ASZ, anstatt ihnen Deutschkurse zu bezahlen.

#### Winter 2010/11: Polizeikontrollen vor der ASZ
Im November 2010 führte die Stadtpolizei Zürich zum ersten Mal in der Geschichte der Schule direkt beim Schulhaus Personenkontrollen durch und verhaftete Migranten. Es kam zu angespannten Situationen zwischen aufgebrachten Aktivisten der ASZ und der Polizei. Mit mehreren Demonstrationen protestierte die Schule gegen die Polizeikontrollen. Viele Migranten trauten sich nicht mehr in die Schule. Seit Gesprächen mit der Stadtpolizei und dem zuständigen Stadtrat Daniel Leupi gab es keine gezielten Polizeikontrollen im Umfeld der Schule mehr.

#### Frühling 2012: Legalisierung der Besetzung
Im Frühling 2012 gelang es der ASZ angesichts des drohenden Abrisses das Solinetz Zürich als Verhandlungspartner gegenüber der Grundbesitzerin SBB zu gewinnen. Das Solinetz konnte schliesslich einen Gebrauchsleihvertrag mit den SBB abschliessen, der zunächst bis Ende 2012 dauerte und dann bis Ende März 2013 verlängert wurde. In dieser Zeit führte die ASZ zusammen mit der Halgzhan-Gruppe und der International Federation of Iraqi Refugees auch ihre erste Kunstausstellung durch: Der angesehene kurdisch-irakische Maler Ismail Khayat zeigte seine Bilder und Masken in der Schule.

### 2013–2015: Wachstum in Zwischennutzungen
Wegen des Baus des neuen Polizei- und Justizzentrums musste die Schule im Frühling 2013 ihren Standort auf dem Güterbahnhofareal verlassen. Ab Anfang Mai 2013 fanden ihre Kurse in Räumlichkeiten an der Badenerstrasse 565 statt. Zusätzlich besetzten einige Aktivisten der ASZ ein Gebäude auf dem Kochareal und bieten dort ebenfalls Kurse an. Eine langfristige, stabile Lösung des Raumproblems der ASZ bedeutete dies jedoch nicht. Im Sommer 2014 musste sie erneut umziehen – in eine Zwischennutzung an der Bachmattstrasse 59. Im November 2015 stand die Schule erneut ohne Schulhaus da.

### Ab: 2015: Die ersehnte langfristige Lösung
Um endlich eine langfristige Lösung des Raumproblems zu erreichen, startete die ASZ im Herbst 2015 eine grossangelegte Kampagne, die in der Öffentlichkeit auf viel Resonanz stiess. So berichtete beispielsweise das Schweizer Fernsehen (SRF) über die Situation der ASZ. Nach öffentlichen Aktionen auf dem Sechseläutenplatz und in der Universität Zürich sowie einer Online-Petition, welche innert weniger Tage über 4100 Personen unterzeichneten, konnte im Januar mit der Stadt Zürich eine Lösung gefunden werden. Die ASZ kann nun in der von der Stadt verwalteten Liegenschaft am Sihlquai 125, wo sie seit November 2015 anfangs ohne Einverständnis der Stadt Räume nutzte, Räume nutzen. Dieser zentral gelegene Standort ist vorerst bis Ende Sommer 2018 gesichert.

## Film
Pino Esposito: Farid – In Zürich oder irgendwo. Dokumentarfilm, Schweiz 2013.